# Hiệp hội bóng đá Liechtenstein

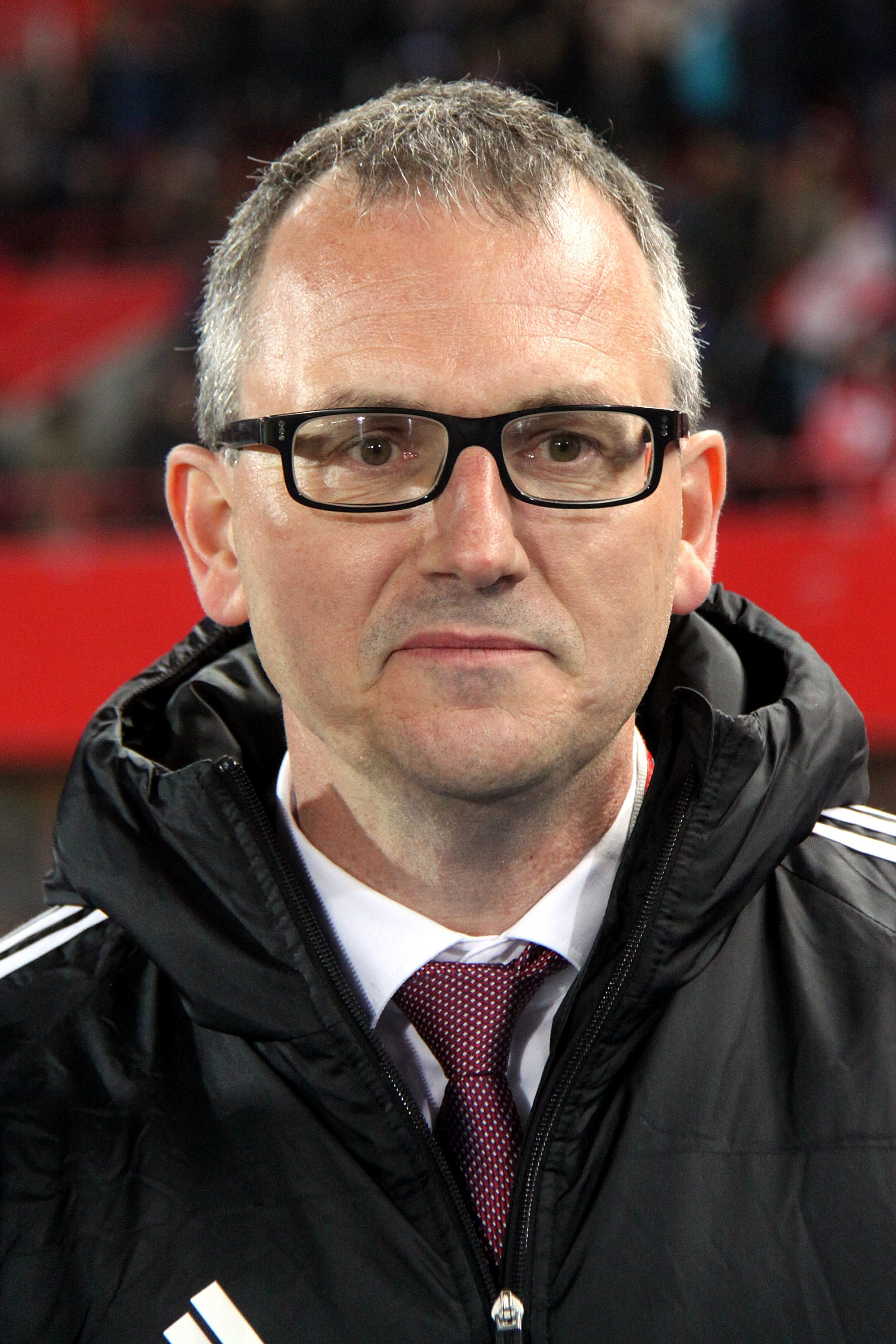
Chủ tịch Hugo Quaderer

Hiệp hội bóng đá Liechtenstein (tiếng Đức: Liechtensteiner Fussballverband) là tổ chức quản lý, điều hành các hoạt động bóng đá ở Liechtenstein. Hiệp hội quản lý đội tuyển bóng đá quốc gia Liechtenstein, tổ chức cúp bóng đá Liechtenstein. Hiệp hội bóng đá Liechtenstein gia nhập FIFA năm 1974 và UEFA năm 1992.
Bởi vì Liechtenstein có ít hơn 8 câu lạc bộ (chỉ 7 không tính các đội trẻ) đang hoạt động, đây là thành viên duy nhất của UEFA không có giải đấu quốc gia riêng. Tất cả các câu lạc bộ Liechtenstein đều thi đấu tại hệ thống giải đấu của Thụy Sĩ với vai trò câu lạc bộ khách. 7 câu lạc bộ hiện nay là FC Balzers, USV Eschen/Mauren, FC Ruggell, FC Schaan, FC Triesen, FC Triesenberg và FC Vaduz. LFV có trụ sở tại Schaan.